# Голованов Федір Федорович
Голованов Федір Федорович (* бл.1820—після 1863) — київський архітектор.

## Життєпис
На жаль, невідомі точна дата та місця народження митця.
У 1840-51 рр. навчався у Петербурзькій академії мистецтв під керівництвом О.Беретті. 1851 року отримав звання некласного художника.
1855 року отримав титул академіка архітектури.
Наприкінці 1850-на початку 1860-х років працював у Києві.

## Стиль
Вживав стильові форми неоренесансу.

## Роботи у Києві
- Садиба генерала Т. Калити (наріжний будинок, стайні, кухня, сараї, льодовня; допоміжні споруди не збереглися) на розі вулиць Ярославів Вал № 1 та Лисенка № 2-4 (1858—1859 pp.),
- Особняк барона Штейнгеля на вул. Ярославів Вал № 3 (1858 р.)
- Житловий будинок О. Кислової на вул. Костянтинівській № 7 (1860 p.),
- Будинки житлового та торговельного призначення (4 будинки) на вул. Хорива № 1, 1/2, 1г, 1/2 е.
- Житловий будинок на вул. Хорива № 27 (1863 р.).